# Mohsin Ali (piłkarz)
Mohsin Ali (ur. 1 czerwca 1996 w Fajsalabadzie) – pakistański piłkarz występujący na pozycji obrońcy w pakistańskim klubie WAPDA. W latach 2014–2018 reprezentant Pakistanu.

## Kariera klubowa

### Pakistan Navy
Swoją karierę rozpoczął w klubie Pakistan Navy, w którym zadebiutował w meczu Pucharu Pakistanu przeciwko KRL (1:1).

### WAPDA FC
1 stycznia 2018 przeszedł do drużyny WAPDA.

## Kariera reprezentacyjna
W 2014 roku otrzymał powołanie do reprezentacji Pakistanu. Zadebiutował 19 lutego 2014 w meczu towarzyskim przeciwko reprezentacji Libanu (3:1). Rozegrał 4 mecze na Mistrzostwach SAFF w 2018 roku.

## Statystyki
| Reprezentacja | Rok     | Mecze | Bramki |
| ------------- | ------- | ----- | ------ |
| Pakistan      | 2014    | 3     | 0      |
| Pakistan      | 2015    | 2     | 0      |
| Pakistan      | 2018    | 4     | 0      |
| Pakistan      | Ogólnie | 9     | 0      |

| Mecze i gole w reprezentacji | Mecze i gole w reprezentacji | Mecze i gole w reprezentacji | Mecze i gole w reprezentacji | Mecze i gole w reprezentacji | Mecze i gole w reprezentacji | Mecze i gole w reprezentacji | Mecze i gole w reprezentacji | Mecze i gole w reprezentacji |
| Lp.                          | Data                         | Miejsce                      | Gospodarz                    | Gość                         | Wynik                        | Gol                          | Rozgrywki                    |                              |
| ---------------------------- | ---------------------------- | ---------------------------- | ---------------------------- | ---------------------------- | ---------------------------- | ---------------------------- | ---------------------------- | ---------------------------- |
| 1.                           | 19.02.2014                   | Bejrut                       | Liban                        | Pakistan                     | 3:1                          |                              | Mecz towarzyski              |                              |
| 2.                           | 21.06.2014                   | Surabaja                     | Indonezja                    | Pakistan                     | 4:0                          |                              | Mecz towarzyski              |                              |
| 3.                           | 12.10.2014                   | Lahaur                       | Pakistan                     | Palestyna                    | 0:2                          |                              | Mecz towarzyski              |                              |
| 4.                           | 06.02.2015                   | Lahaur                       | Pakistan                     | Afganistan                   | 2:1                          |                              | Mecz towarzyski              |                              |
| 5.                           | 12.03.2015                   | Doha                         | Jemen                        | Pakistan                     | 3:1                          |                              | el. MŚ 2018                  |                              |
| 6.                           | 04.09.2018                   | Dhaka                        | Nepal                        | Pakistan                     | 1:2                          |                              | Mistrzostwa SAFF 2018        |                              |
| 7.                           | 06.09.2018                   | Dhaka                        | Bangladesz                   | Pakistan                     | 1:0                          |                              | Mistrzostwa SAFF 2018        |                              |
| 8.                           | 08.09.2018                   | Dhaka                        | Pakistan                     | Bhutan                       | 3:0                          |                              | Mistrzostwa SAFF 2018        |                              |
| 9.                           | 12.09.2018                   | Dhaka                        | Indie                        | Pakistan                     | 3:1                          |                              | Mistrzostwa SAFF 2018        |                              |